# 映画の着色化
映画の着色化（えいがのちゃくしょくか、Film colorization）は、白黒･セピアおよび単色の映画に色をつけるなどといった工程を含む作業である。
20世紀初頭には既に映画の着色処理が行われた事例があるが、その後のデジタル画像処理の発達によって、より簡単になり、より身近になった。
特殊効果や修復のためなど様々な理由で着色処理が行われてきた。その中でも白黒の映画やテレビ番組をカラーで公開するために行われる着色処理は論争の種となっており、このような目的での着色処理は文化的破壊活動だという意見もある。

## 着色化の目的

### 復元目的の着色化
1970年代初頭にカラーで制作されたイギリスのテレビ番組は、予算節約のためにテープが使い回されたため、残っていないことが多い。しかし、カラーテレビの普及していない国々への輸出用に白黒フィルムに変換されたものが残されている場合がある。
そのひとつに『ドクター・フー』の5話にわたるエピソードThe Dæmonsがある。全5話のうち、カラーで残っているのは1話分だけで、ほかは白黒フィルムでしか残っておらず、カラーでの記録はアメリカで放送された短縮版を録画した低品質のものがあるだけだった。1990年代、BBCはこの録画から取り出した色信号を白黒フィルムの映像に加える方法でカラー化を行った。このやり方はファンと技術者双方から成功と見なされた。
2008年、カラー映像を撮影した白黒フィルムを高解像走査してドットクロールを検出し、そこから色信号を復元する新しい着色方法が編み出された。この方法はドクター・フーの別の回やシットコムSteptoe and Sonのように、白黒の映像だけが残っている番組の復元に用いられるとされている。
とはいうものの、1960年代に放送された『ドクター・フー』のように、BBCがもともと白黒で制作した番組の着色処理を行う計画はない。
2018年にはNHK放送技術研究所が開発した人工知能（AI）を使用した「白黒映像の自動カラー化技術」が登場した。

### 他の映像への取り込み
カラー映画に歴史的な資料映像を取り込んで使用する場合にも着色処理が行われることがある。例えば、映画『13デイズ』では、1962年のキューバ危機の報道場面が着色化された。
デジタル技術を用いたセットが多用された、2004年公開のカラー映画『スカイキャプテン ワールド・オブ・トゥモロー』では、ローレンス・オリヴィエの1940年代の白黒映像が着色されて組み込まれている。
2004年の映画『アビエイター』においてマーティン・スコセッシは、『地獄の天使』のプレミア上映を再現した場面で、『地獄の天使』の画像に着色したものを使用している。この作業は通常の3色法の映画のように見せるために使用されたが、プレミアの再現場面に使用された2色法の色彩に合わせるため、後に色調が修正された。またスコセッシは、白黒映画『ならず者』からジェーン・ラッセルが出演している場面を、ドッグ・ファイトの場面は『地獄の天使』からそれぞれ引用して、着色した。

## 娯楽作品における着色化
1980年代半ば、白黒映画『天国漫歩』が初めて着色化されると、大きな議論が巻き起こった。着色処理の擁護派は、着色すれば白黒映画に不慣れな人々も旧作を見るようになり、新たな観客層の掘り起こしにつながる、と主張した。それに対しウディ・アレンやロジャー・イーバート、ジェームズ・ステュアート、ジョン・ヒューストンといった反対派は、着色化という行為は無礼な行為で、仮に映画が洗練されたにせよ、白黒映画を前提として照明が調整された映像をカラー化しても意味のある結果となるとは限らない、という点を考慮に入れたものにはならないだろう、としている。
一方、俳優のケーリー・グラントは着色された『天国漫歩』の成果に強い関心を示したといわれる。グラントの熱意に動かされて、映画監督のフランク・キャプラは『素晴らしき哉、人生!』や『群衆』、『一日だけの淑女』の着色化についてウィルソン・マークルと話し合った。カラーライゼーション社のブライアン・ホームズは、『素晴らしき哉、人生!』に着色した10分間の映像を見せ、これを見たキャプラは同社と契約を結んだ。しかし、これらの作品は既にパブリック・ドメインになっていることがわかり、結局ウィルソン・マークルとブライアン・ホームズはキャプラがそれまで投資した額を返還、出資を拒んだ上で、キャプラが自分の監督作の着色処理に口出しできないようにした。このような仕打ちは、キャプラを反対派の陣営に加えることになった。
メディア王テッド・ターナーはかつて着色化に対して積極的に賛成していて、サンディエゴの企業アメリカン・フィルム・テクノロジーズに着色化をさせていた。ターナーが報道関係者に『市民ケーン』の着色化をしたいと発言したところ、国民からは抗議が起こった。オーソン・ウェルズは自分の最初の契約の中で映画の支配権は自分が持ち続けているとしており、この映画をウェルズもしくは彼のエステートに無断で編集することは許さないとしており、「テッド・ターナーと彼の嫌なクレヨンから私の映画を守ってくれ!」という言葉を遺した。Turner Picturesは実際のところこれが近く行われる計画だということを公表したことがなかった。後にターナー本人が着色化の批判者を刺激するためのジョークだと弁明し、それ以来彼は着色化のことを話題に上げることはなくなった。1992年にターナー・エンタテインメントは自社管理作品の着色処理をやめ、1990年代半ばまで着色化の議論はほとんどされなくなった。
しかし、DVD技術が導入された際、再び着色化の話題が巻き起こった。DVDの規格はより機能が増し、ディスクを裏返さずにオプションでモノクロ・カラーを選ぶことができるようになったため、着色化した映画を出せばもうかると考えられるようになり、1980年代に着色化を施した映画の販売を再開する会社も出てきた。イギリスにおいてボックスセットで販売されたローレル&ハーディの出演作がその一例である。また、ソニー・エンタテインメントなどでは新たに着色化が行われ、最近では『三ばか大将』のDVDのボックスセットにウェスト・ウィング・スタジオ（West Wing Studios）が新たに着色化したバージョンが収録されたことが大きな話題となった。ウェスト・ウィング・スタジオは、どのように着色化すればよいかを調べるために、撮影当時に使用された大・小道具を手に入れた。
映画とテレビ番組の復元・着色化を行っている会社はレジェンド・フィルムズ(Legend Films)である。レジェンド・フィルムズの特許である自動着色システムは2003年から2007年まで約100本の映画に色をつけてきた。シャーリー・テンプルやジェーン・ラッセル、テリー・ムーアやレイ・ハリーハウゼンは、自分の出演作や個人的に気に入っている映画の着色化を行うために、レジェンド・フィルムズに協力してきた。エクスプロイテーション映画『リーファー・マッドネス 麻薬中毒者の狂気』の着色処理では、観客にサイケデリックな感覚を味わわせるために特殊な配色が選ばれた。最低な映画と名高い『プラン9・フロム・アウタースペース』の着色処理も同社が担当した。2007年にレジェンド・フィルムズは、パラマウント映画の『素晴らしき哉、人生!』（パラマウント映画の子会社であるリパブリック・ピクチャーズは1990年代にこの映画の著作権を取り戻した）を、翌年にはユニバーサル・ピクチャーズの『スイング・ホテル』(Holiday Inn)を着色化した。
ソニー・ピクチャーズ・ホーム・エンタテインメントは、『奥さまは魔女』の第1シーズンのDVDをリリースした。この作品の第1シーズンはモノクロ映像であるために、モノクロ版と着色化版がそれぞれ発売された。翌年に『奥さまは魔女』の第2シーズンと『かわいい魔女ジニー』の第1シーズンを販売した際も同じ方法がとられた。なお、これらの作品の着色化を担当したDynacs Digitalはインドのパトナにあったが、2003年にアメリカ合衆国のフロリダ州を拠点に活動するウェスト・ウィング・スタジオに買収された後は、ゴアに製作スタジオがもうけられた。
2020年ごろ、動画配信サービスAmazon Primeにて「然色映画」と称して、『東京物語』など著作権が切れた映画をカラー化した映像が配信される事例が出てきた。これらの映像は著作権者とは無関係の第三者が彩色したと見られ、品質の低さも相まって論争を呼んだ。その後、Amazon側でこれらの映像を視聴できないようにする措置が取られた。
また2025年には、生成AIで着色化した映画『ゴジラ』をフリマサイトで販売した者が著作権法違反の疑いで逮捕された。

## 映画以外の映像作品の着色化
- ドキュメンタリー『黙示録:カラーで見る第二次世界大戦』（ナショナル・ジオグラフィック ※ 2009年8月、NHK BS1「世界のドキュメンタリー」でも『よみがえる第二次世界大戦 カラー化された白黒フィルム』という題名で放映[14]）[15]
- 『色つきの悪夢 「カラーでよみがえる第二次世界大戦」』（NHK、2010年8月13日）[16]
- 特撮テレビドラマ『ウルトラQ』(2011年に「総天然色ウルトラQ」としてカラー化されたDVDが発売)
- 大河ドラマ『いだてん〜東京オリムピック噺〜』（NHK、AI技術でカラー化された映像を放送した）[17]
- 大河ドラマ『花の生涯』（NHK、2023年2月5日に第1話と桜田門外の変の場面をAI技術でカラー化して放送[18]）
- 『カラーで蘇る古今亭志ん生』（NHK、2023年9月17日）[19]